# Orlando Ramírez (Fußballspieler)
Orlando Aliro Ramírez Vera (* 7. Mai 1943 in Santiago de Chile; † 26. Juli 2018 ebenda) war ein chilenischer Fußballspieler. Er gehörte dem chilenischen Kader für die Fußballweltmeisterschaft 1966 an.

## Vereinskarriere
Ramírez begann seine Laufbahn in der Jugend von Audax Italiano. 1959 wechselte er zu CD Universidad Católica, mit dem er 1961 die chilenische Meisterschaft gewann. Bis 1964 bestritt er für den Klub mindestens 109 Ligaspiele und erzielte dabei 54 Tore. 
1965 schloss sich Ramírez CD Palestino an. Mit diesem Verein stieg er 1970 in die zweite Liga ab, spielte dort jedoch noch eine weitere Saison. 1977 war er für eine Spielzeit bei CD Santiago Morning aktiv.

## Nationalmannschaft
Zwischen 1962 und 1968 absolvierte Ramírez 14 Länderspiele für die chilenische Nationalelf und erzielte zwei Tore. Sein Debüt gab er am 7. November 1962 beim 1:1 gegen Argentinien. 
Für die Weltmeisterschaft 1962 im eigenen Land wurde er noch nicht berücksichtigt. Vier Jahre später nominierte ihn Nationaltrainer Luis Álamos für das chilenische Aufgebot bei der Endrunde in England, bei der er jedoch nicht eingesetzt wurde.

## Erfolge
- Chilenische Meisterschaft: 1961